# Old Shatterhand

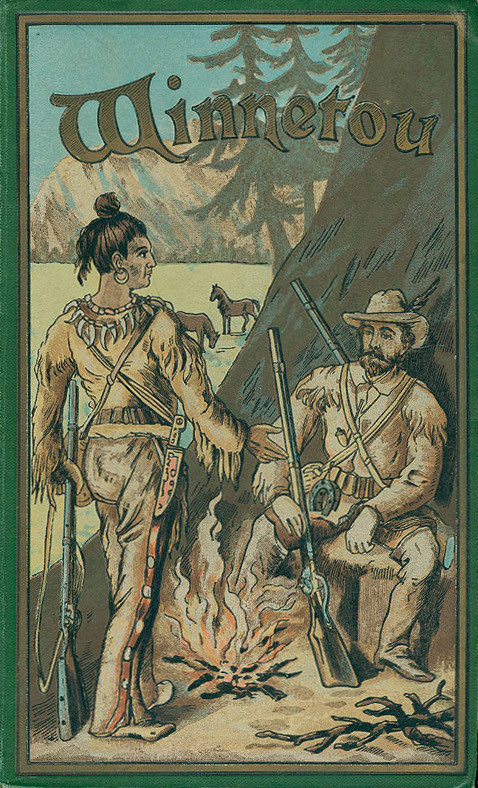
Winnetou și Old Shatterhand (1893)

Old Shatterhand este un personaj fictiv în romanele western ale scriitorului german Karl May (1842-1912). El este prietenul și fratele de sânge german al lui Winnetou, șef fictiv al tribului Mescalero al apașilor.  În Eurowestern-ul cu acelasi nume din 1964, el este personajul principal pe care îl joacă Lex Barker.
Old Shatterhand este un alter ego al lui Karl May și el însuși a susținut că a experimentat toate aventurile în persoană, chiar dacă, în fapt, el nu a vizitat America decât după ce a scris cele mai multe dintre bine-cunoscutele sale povești de Vest, și niciodată nu a călătorit la vest de Buffalo, New York. Cele mai multe povești sunt scrise la persoana întâi și solicită de multe ori Winnetou, Old Shatterhand, fratele meu Scharlee ("Scharlee" fiind o aproximare german fonetic de "Charlie" și sensul cuvântului  Karl în limba germană). Poate, de asemenea, a scris povestiri despre același personaj călătorie Orient, unde este cunoscut sub numele de Kara Ben Nemsi.
Mai atașat prefixul vechi la numele mai multor personaje său, considerându-l a fi tipic american și un semn de experiență personajelor mare. În poveștile, Old Shatterhand este dat numele de către prietenul său Sam Hawkens (care, de asemenea, provine din Germania, dar este deja un bătrânel în Occident american), astfel cum el a fost capabil de a bate adversarii săi inconstient cu un singur pumn de la pumnul cu scopul de a capului (în special templu).
Old Shatterhand detine doua arme celebre, Doborâtorul-de-urși (Bärentöter / Bear Killer) și Henrystutzen (Henry carabina), ambele realizate de către un armurier fictiv numit Henry în St Louis (bazat pe armurierul Benjamin Tyler Henry 1821-1898).Henrystutzen a fost capabil la foc 25 fotografii fără reîncărcare, probabil, o trimitere la hiperbolic pușcă Henry. Old Shatterhand călare pe un cal numit Hatatitla (fulger), care a primit din Winnetou, care a călătorit cu fratele calului, numit Iltschi (Vânt sensul cuvântului).
Old Shatterhand' apare în romanul Winnetou scris de Karl May în anul 1893. Lui Old Shatterhand i se mai spunea și „greenhorn“, din cauza lipsei de experiență, dar cu timpul ajunge vestit în întreaga prerie. Datorită curajului dovedit în luptă și a dreptății de care dă dovadă, el devine frate de cruce cu Winnetou, dar îi este în același timp și un bun prieten. 
Cei doi viteji trăiesc o mulțime de aventuri în care se ajută reciproc, însa în ultima lor aventură Winnetou este împușcat, găsindu-și astfel sfârșitul, iar lui Old Shatterhand îi revine datoria de a-i îndeplini ultima dorință scrisă de indian în testamentul său, ascuns la capul mormântului tatălui sau.
Testamentul îi este furat de către cel mai aprig inamic al său, iar în final nu reușește să mai obțină decât câteva bucăți din el dar și acestea îi sunt îndeajuns ca să înțeleagă ce dorea fratele său.